# Atchison
Atchison is een plaats (city) in de Amerikaanse staat Kansas, en valt bestuurlijk gezien onder Atchison County.

## Demografie
Bij de volkstelling in 2000 werd het aantal inwoners vastgesteld op 10.232.
In 2006 is het aantal inwoners door het United States Census Bureau geschat op 10.154, een daling van 78 (-0,8%).

## Geografie
Volgens het United States Census Bureau beslaat de plaats een oppervlakte van
18,7 km², waarvan 17,7 km² land en 1,0 km² water.

## Plaatsen in de nabije omgeving
De onderstaande figuur toont nabijgelegen plaatsen in een straal van 20 km rond Atchison.

## Afbeeldingen

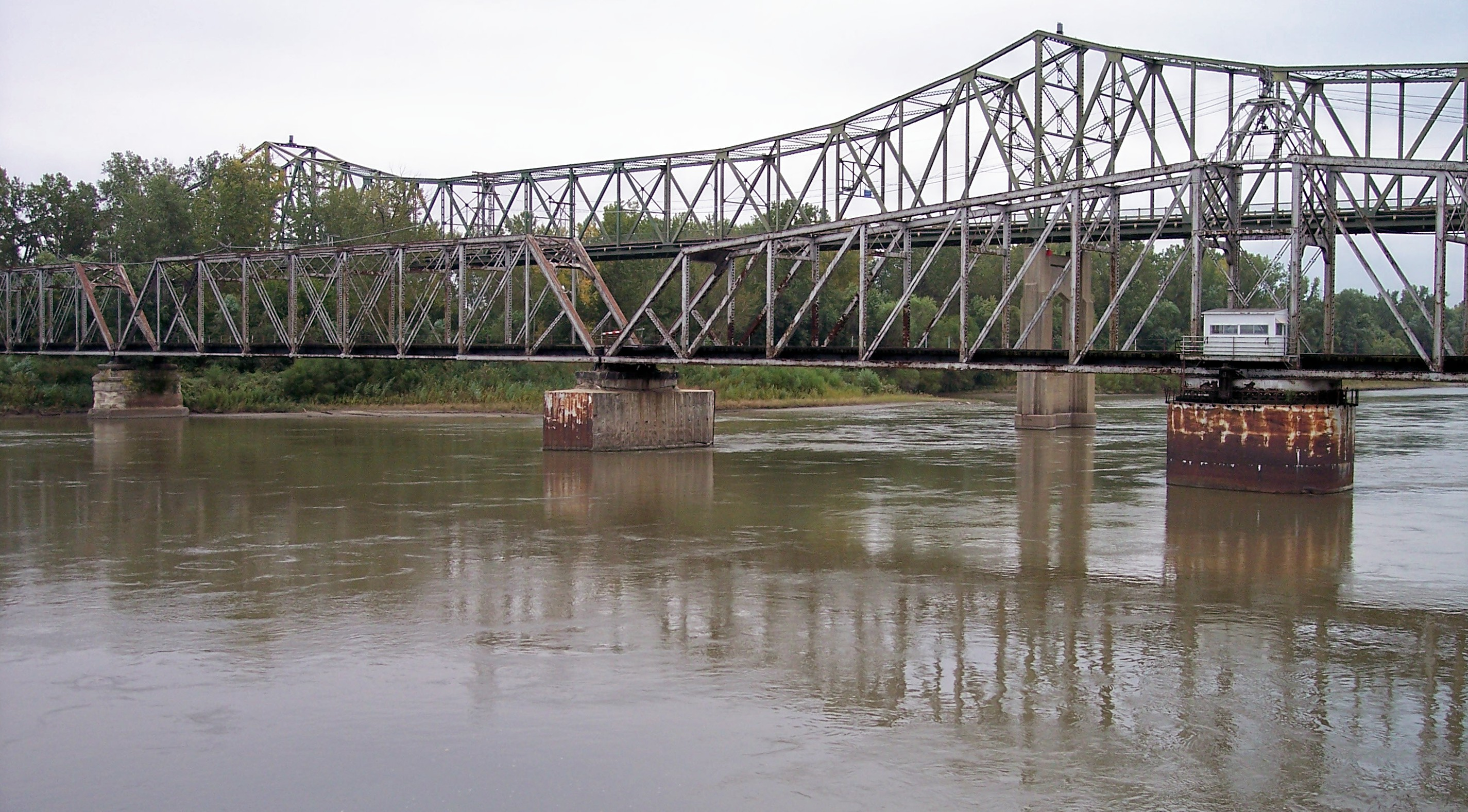
Amelia Earhart Bridge
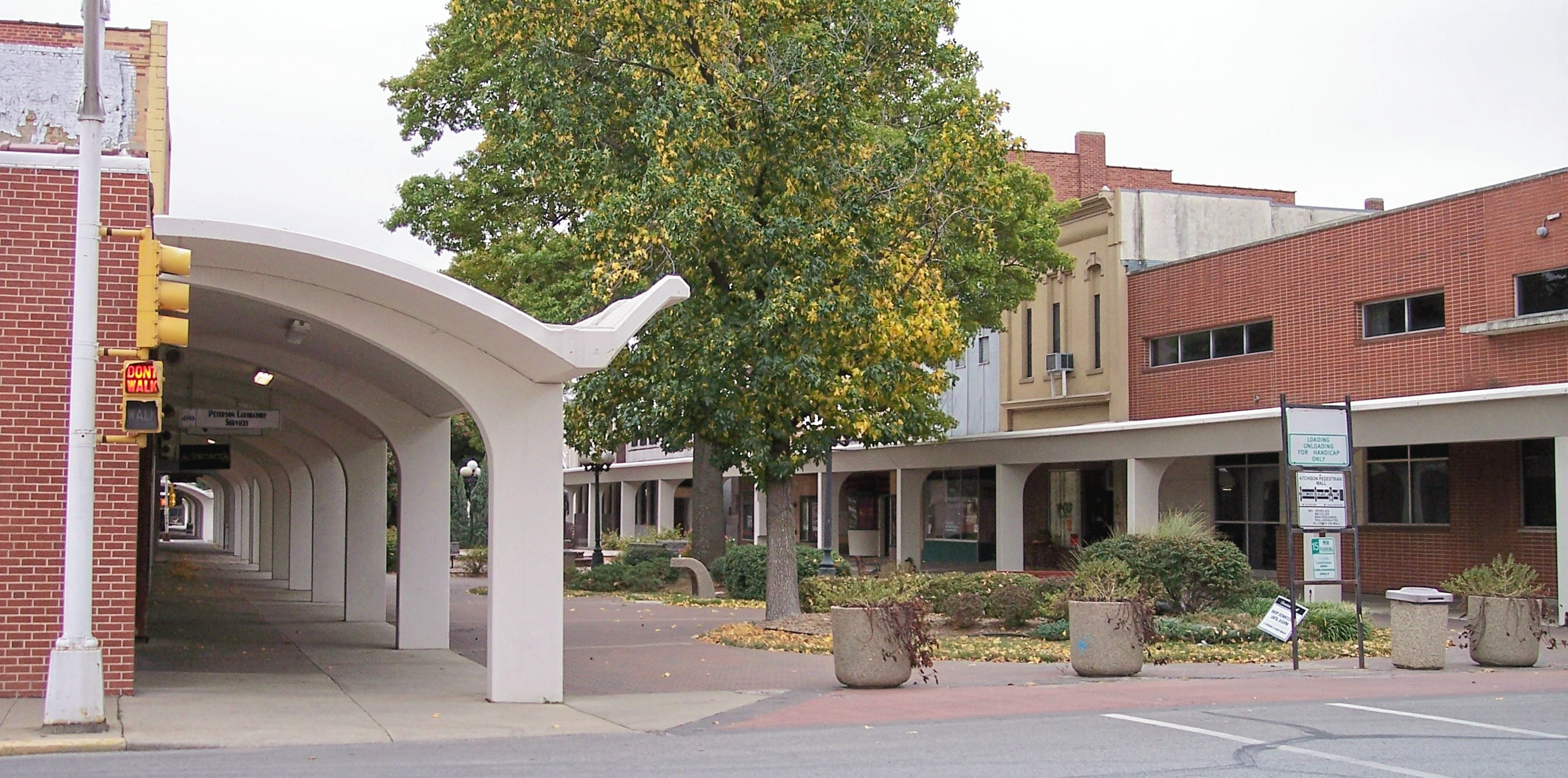
Winkelstraat in Atchison
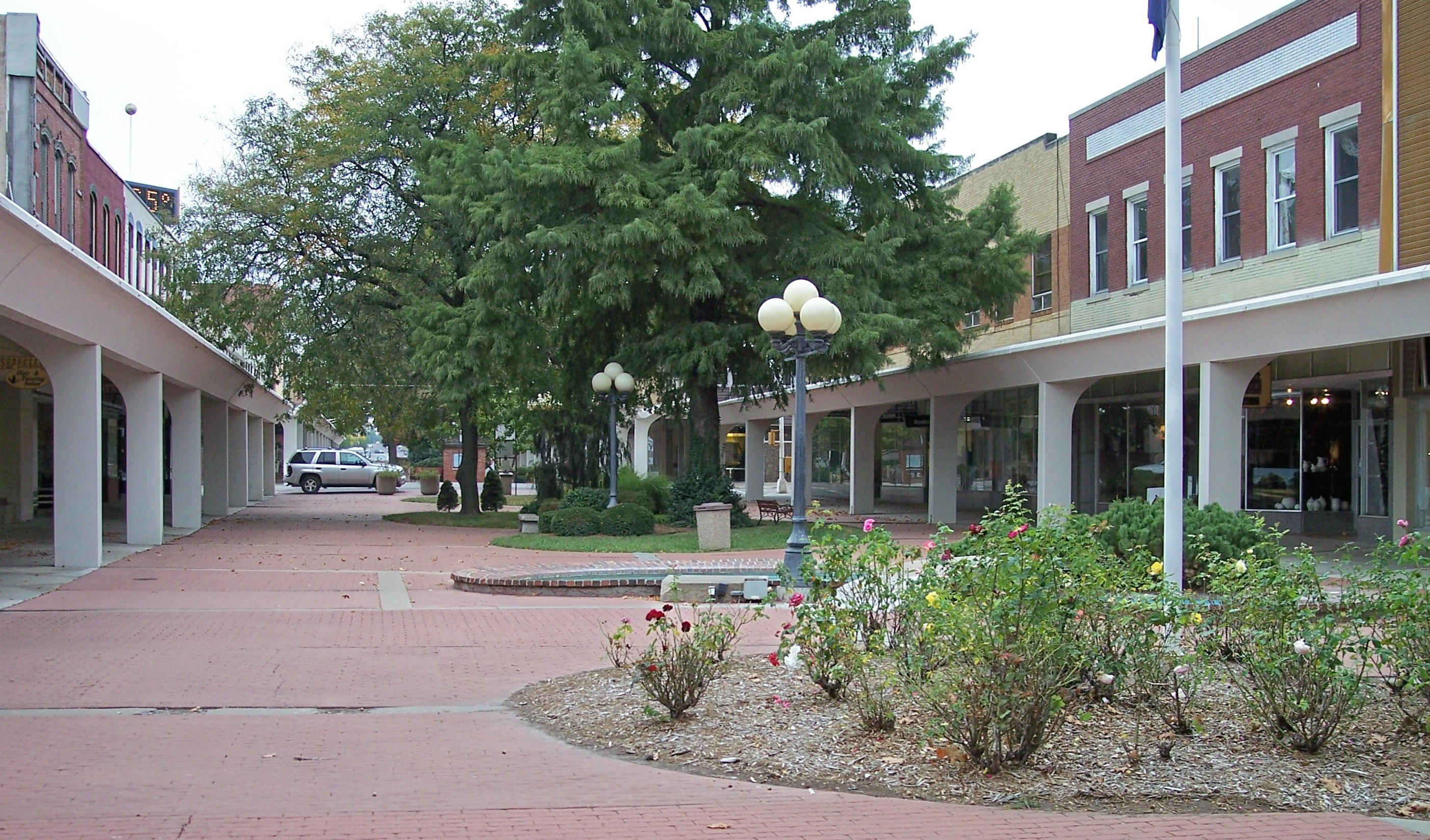
Atchison Downtown

## Geboren
- Amelia Earhart (1897-1937/1939), vliegenierster